# Pugó de la ginesta
El pugó de la ginesta o pugó de l'argelaga (Aphis genistae) és una espècie d'hemípter esternorrinc de la família Aphididae.

## Distribució
És natiu d'Europa, amb el seu límit oriental a Ucraïna i Turquia. Va ser introduït a Nord Amèrica (Neàrtic).

## Descripció
El cos oval de les femelles és de 1,4-2,6 mm de llargària, i les àpteres tenen el cos d'un negre cerós. Les alades presenten de 4-8 sensílies. La cauda té 4-17 sensílies. El nombre cromosòmic és 2n = 8.

## Cicle vital i ecologia
S'han identificat quatre espècies hoste principal del gènere Genista (G. anglica, G. germanica, G. ovata i G. sagitalis), així com en espècies de Cytisus. A més a més, s'han documentat sobre plantes pertanyents a Laburnum, Cytisus, Petteria, Spartium i Sophora. Aquesta espècie pot formar un mutualisme mirmecofílic.
A finals de primavera les femelles alades ixen de l'ou i van a la recerca de plantes hoste. Una vegada hi arriben comencen a formar colònies de manera partenogènica (cicle anholocíclic i vivípar). En arribar setembre, baixen les temperatures, i comencen a nàixer mascles i femelles alades per reproduir-se sexualment i pondre un ou (cicle holocíclic i ovípar) que passarà l'hivern protegit fins a la propera primavera.